# Лъчо (певец)
Лъчезар Евтимов е български рапър, член на групата „Скандау“.

## Дискография
| Заглавие | Година | Позиция в БГ чарт |
| -------- | ------ | ----------------- |
| Момиче   | 2016   | 1                 |
| Катран   | 2018   | 1                 |